# Архона
Архона (ісп. Arjona) — муніципалітет в Іспанії, у складі автономної спільноти Андалусія, у провінції Хаен. Населення — 5807 осіб (2010).
Муніципалітет розташований на відстані близько 280 км на південь від Мадрида, 29 км на північний захід від Хаена.
На території муніципалітету розташовані такі населені пункти: (дані про населення за 2010 рік)
- Альбайда: 6 осіб
- Архона: 5786 осіб
- Котруфе: 3 особи
- Сальтільйо: 12 осіб

## Демографія
Динаміка населення (INE ):